# Sudaporn Seesondee
Sudaporn Seesondee (taj. สุดาพร สีสอนดี; ur. 10 października 1991 r. w Nakhonie Ratchasimie) – tajska bokserka, brązowa medalistka olimpijska, srebrna i brązowa medalistka mistrzostw świata, srebrna medalistka igrzysk azjatyckich, złota i srebrna medalistka igrzysk Azji Południowo-Wschodniej. Występowała w kategoriach od 60 do 75 kg.

## Kariera
W 2011 roku zdobyła złoty medal igrzysk Azji Południowo-Wschodniej rozegranych w Dżakarcie i Palembangu w kategorii do 60 kg, pokonując w finale na punkty Wietnamkę Ngô Thị Chung. Dwa lata później w Naypyidaw w tej samej konkurencji w finale uległa Lừu Thị Duyên z Wietnamu, zdobywając srebrny medal.
Na mistrzostwach świata w 2014 roku w Czedżu zdobyła brązowy medal w kategorii do 64 kg. Po zwycięstwie w ćwierćfinale z Czeszką Martiną Schmoranzovą przegrała w półfinale z Sandą Ryan z Anglii.
W 2018 roku na igrzyskach azjatyckich w Dżakarcie zdobyła srebrny medal w kategorii do 60 kg. W pierwszej rundzie pokonała Wu Shih-yi reprezentującą Chińskie Tajpej. W ćwierćfinale natomiast okazała się lepsza od Rimmy Wołosienko z Kazachstanu, a w półfinale – z Indonezyjką Huswatuną Hasanahą. W finale zaś przegrała z Oh Yeon-ji z Korei Południowej. Tego samego roku w listopadzie podczas mistrzostw świata w Nowym Delhi zdobyła srebrny medal. W ćwierćfinale wygrała z Finką Mirą Potkonen. W walce o finał pokonała Oh Yeon-ji, ale tam lepsza okazała się Irlandka Kellie Harrington.